# Albert Mehrabian
Albert Mehrabian (1939), is emeritus-hoogleraar psychologie aan de UCLA. Hij is het meest bekend geworden door zijn publicaties over het relatieve belang van verbale en non-verbale boodschappen. Zijn bevindingen over tegenstrijdige boodschappen van gevoelens en opvattingen worden wereldwijd geciteerd op seminars over de menselijke communicatie en zijn ook bekend geworden als de 7%-38%-55%-regel.

## Drie communicatie-elementen – en de "7%-38%-55%-regel"
In zijn onderzoek komt Mehrabian (1971) tot twee conclusies. Op de eerste plaats dat elke rechtstreekse communicatie in wezen uit drie elementen bestaat:
- woorden,
- intonatie en
- lichaamstaal.

en op de tweede plaats dat de non-verbale elementen met name van belang zijn voor het overdragen van gevoelens en opvattingen, vooral als ze niet met elkaar in overeenstemming zijn: als woorden en lichaam niet overeenkomen, is men geneigd de lichaamstaal te geloven.
Het is vanzelfsprekend niet zo dat non-verbale elementen in elk opzicht het merendeel van de boodschap overbrengen, hoewel zijn conclusies vaak wel als zodanig worden geciteerd.
Als een lezing of voordracht wordt gehouden, wordt de inhoud van de tekst geheel in woorden tot uitdrukking gebracht, maar non-verbale aanduidingen zijn heel belangrijk om de opvatting van de spreker ten opzichte van zijn woorden over te brengen, vooral zijn geloofwaardigheid of overtuiging.

## Houding en congruentie
Volgens Mehrabian zijn deze drie elementen, op een verschillende manier, verantwoordelijk voor onze voorkeur voor de persoon die een boodschap overbrengt betreffende zijn gevoelens: woorden zijn verantwoordelijk voor 7%, de intonatie voor 38%, en de lichaamstaal voor 55% van die voorkeur. Ze worden vaak afgekort als de “3 V’s,” voor Verbaal, Vocaal en Visueel.
Voor een werkzame en zinvolle communicatie over emoties, moeten deze drie gedeelten van de boodschap elkaar ondersteunen – ze moeten “congruent” zijn. In het geval dat er sprake is van enige “incongruentie,” kan de ontvanger van de boodschap geïrriteerd raken doordat er twee boodschappen via verschillende kanalen overkomen, die twee verschillende richtingen aanduiden.
Het volgende voorbeeld zou als illustratie kunnen dienen van een incongruentie tussen verbale en non-verbale communicatie.
- Verbaal: "Ik heb geen probleem met je!"
- Non-Verbaal: de persoon mijdt oogcontact, kijkt angstig, vertoont een ontoegankelijke lichaamstaal, enz .

Het is waarschijnlijker dat de ontvanger meer zal vertrouwen op de overheersende communicatievorm, die volgens Mehrabians bevindingen non-verbaal is (38 + 55 %), dan op de letterlijke betekenis van de woorden (7 %).
Het is van belang op te merken dat Mehrabian in het desbetreffende onderzoek proefnemingen uitvoerde, die betrekking hadden op het overbrengen van gevoelens en opvattingen (dat wil zeggen voorkeur-afkeer), en dat de bovengenoemde onevenredige invloed van intonatie en lichaamstaal alleen effectief wordt als de situatie dubbelzinnig is. Een dergelijke dubbelzinnigheid treedt meestal op als de gesproken woorden niet consistent zijn met de intonatie of lichaamstaal van de spreker (zender).

## Onjuiste interpretatie van Mehrabians regel
Deze "7%-38%-55%-regel" is overdreven geïnterpreteerd, zodanig dat sommige mensen beweren dat in elke communicatiesituatie de betekenis van de boodschap voor het grootste gedeelte wordt overgebracht door middel van non-verbale signalen en niet door de betekenis van de woorden. Deze generalisatie – gebaseerd op de aanvankelijk zeer specifieke omstandigheden bij zijn experimenten – vormt de wezenlijke misvatting over "Mehrabians regel", en op zijn website verklaart Mehrabian duidelijk het volgende:
 (...)Totale Voorkeur = 7% Verbale Voorkeur + 38% Vocale Voorkeur + 55% Voorkeur voor Gezichtsuitdrukking: Bedenk dat deze en andere vergelijkingen, met betrekking tot het relatieve belang van verbale en non-verbale boodschappen, zijn ontleend aan proefnemingen over het overbrengen van gevoelens en opvattingen (dat wil zeggen voorkeur/afkeer). Tenzij een mededeler het heeft over zijn gevoelens of opvattingen, zijn deze vergelijkingen niet toepasbaar. Zie ook de referenties 286 en 305 in Silent Messages – dat zijn de oorspronkelijke bronnen van mijn bevindingen. (...)

## Kritiek
De “regel” is gebaseerd op twee onderzoeken, waarvan verslag is gedaan in twee artikelen. Beide artikelen gaan over het overbrengen van positieve of negatieve emoties via enkelvoudige uitgesproken woorden, zoals “lief” of “vreselijk.” Het eerste onderzoek vergeleek het relatieve belang van de semantische betekenis van het woord met de intonatie en vond dat de laatste veel meer invloed had. Het tweede onderzoek betrof gezichtsuitdrukkingen (getoond in zwart-wit foto’s) en intonatie (beluisterd via een bandrecorder), en vond dat de relatieve bijdragen van de twee communicatiekanalen zich verhielden als 3 : 2. Mehrabian voegde vervolgens de resultaten van beide
onderzoeken samen om de verhouding 7 – 38 – 55 te krijgen.
Dat kan op vele manieren bekritiseerd worden. Ten eerste is het gebaseerd op de beoordeling van de betekenis van afzonderlijke op de band opgenomen woorden, dat wil zeggen een zeer kunstmatige context. Ten tweede worden de getallen verkregen door het samenvoegen van twee verschillende onderzoeken, die misschien helemaal niet samengevoegd kunnen worden. Ten derde wordt het alleen in verband gebracht met de overdracht van positieve versus negatieve emoties. Ten vierde betrof het alleen vrouwen, omdat er geen mannen aan het onderzoek deelnamen. Ten vijfde werden andere manieren van non-verbale communicatie, zoals lichaamshouding, in het onderzoek niet inbegrepen.
Sindsdien hebben andere onderzoekingen de relatieve bijdrage van verbale en non-verbale signalen geanalyseerd onder meer
natuurlijke omstandigheden. Argyle, die videobanden gebruikte die hij aan zijn proefpersonen liet zien, analyseerde de overdracht van submissie/dominantie-gedrag en vond dat alle soorten non-verbale signalen samen – met name de lichaamshouding – 4.3 x zoveel uitwerking hadden als verbale signalen. Anderzijds bleek uit een onderzoek van Christopher K. Hsee en collega's, met betrekking tot de overdracht van een gelukkige/ongelukkige stemming, dat het horen van woorden, die “eentonig” werden uitgesproken viermaal zoveel invloed hadden als gezichtsuitdrukkingen die werden waargenomen bij een film zonder geluid. Verschillende onderzoeken kunnen dus heel verschillende conclusies opleveren, afhankelijk van de gekozen opstelling.